# معركة أقسو
معركة أقسو هي معركة حدثت في 31 مايو 1933 في مدينة أقسو، حيث استطاع مسلمو الأويغور الداعون للانفصال عن الصين بقيادة إسماعيل بيك طرد قوات المسلمين الصينين من عرقية هوي الموالين للحكومة الصينية والرافضين للاستقلال عن الصين من مدينة أقسو في تركستان الشرقية.